# Aatsajoki (vattendrag, lat 68,82, long 21,90)
Aatsajoki är ett vattendrag i Finland.   Det ligger i landskapet Lappland, i den norra delen av landet, 1 000 km norr om huvudstaden Helsingfors.